# João de Alarcão

João de Alarcão.

João de Alarcão Velasques Sarmento Osório (Espinhal, Penela, 5 de Novembro de 1854 — Montemor-o-Velho, 11 de Setembro de 1918), mais conhecido por João de Alarcão, senhor da Casa do Espinhal, fidalgo cavaleiro da Casa Real, Par do Reino, do conselho de Sua Majestade Fidelíssima, bacharel, magistrado e político ligado ao Partido Progressista que, entre outras funções, foi governador civil de vários distritos, deputado, par do reino, reitor da Universidade de Coimbra (1907), Ministro das Obras Públicas, Comércio e Indústria (1905), Ministro da Justiça (1908-1909), Ministro dos Negócios Estrangeiros (1909) e Juiz Conselheiro do Supremo Tribunal de Justiça. Em 1910 foi um dos envolvidos no escândalo da falência do Crédito Predial Português. Dedicou-se à genealogia e foi jornalista do Correio da Noite.

## Biografia
Foi bacharel em Direito pela Universidade de Coimbra (1871-1876), instituição de que foi reitor em 1907. Terminado o curso, dedicou-se à actividade político-partidária e ao funcionarismo público superior.
Foi ajudante do Procurador da Coroal (1890).
Membro do Partido Progressista, foi deputado pelos círculos eleitorais da Guarda, Funchal e Coimbra e par do reino (1898).
Foi Governador civil dos distritos da Guarda (1886), Funchal (1885-1890), Coimbra, Guarda e Lisboa (1898-1900 e 1905).
Genealogista e jornalista do Correio da Noite.
Foi Ministro das Obras Públicas, Comércio e Indústria (26 de Abril a 27 de Dezembro de 1905), no governo de José Luciano de Castro. Nestas funções, por Decreto de 3 de Novembro de 1905, instituiu o ensino superior de indústria, percursor do actual ensino superior politécnico.
Quando o extremar de posições entre o governo de João Franco e os estudantes da Universidade de Coimbra conduziu a um impasse durante a Crise Académica de 1907, o governo decidiu aceitar a demissão do reitor António dos Santos Viegas e, por decreto com data de 18 de Abril de 1907, nomear para o cargo D. João de Alarcão, ao tempo considerado uma figura muito próxima de João Franco. Em resultado da sua sua acção apaziguadora, foram promulgados o Decreto de 22 de Maio de 1907 e o Decreto de 26 de Agosto de 1907, diplomas que permitiram a reabertura das aulas, a realização de exames de fim de ano e a comutação das penas disciplinares de expulsão decretadas pelo Conselho de Decanos. Controlada a crise, foi exonerado do cargo de reitor, a seu expresso pedido, em Novembro de 1907.
Foi diplomata no reinado de D. Manuel II (1908).
Foi Ministro da Justiça (26 de Dezembro de 1908 a 11 de Abril de 1909), no governo de Campos Henriques.
Foi Ministro dos Negócios Estrangeiros (11 de Abril a 14 de Maio de 1909), no governo de Sebastião Teles.
Magistrado, foi conselheiro do Supremo Tribunal de Justiça.
A 4 de Junho de 1910 foi revelado que era um dos envolvidos no escândalo da falência do Crédito Predial Português.
Faleceu em Montemor-o-Velho a 12 de Setembro de 1918, tendo o seu funeral sido realizado no dia seguinte, com grande solenidade, com o corpo velado com o grande uniforme de Conselheiro de Estado e o seu bicórnio e espadim transportados atrás do ataúde por um amigo íntimo da família Alarcão.

## Dados Genealógicos
Filho primogénito de D. José de Alarcão Correia da Fonseca Andrade e Vasconcelos, senhor da Casa do Espinhal, fidalgo cavaleiro da Casa Real e sua mulher D. Maria do Ó Cabral Pereira Forjaz de Menezes, da Casa das Lágrimas, em Coimbra.
Casado em 4 de Junho de 1877 comː
- Maria da Conceição de Castro e Lemos (12 de outubro de 1856 - 17 de Junho de 1925) filha Sebastião de Castro e Lemos de Magalhães e Meneses, senhor da Casa do Cõvo, e de D. Emília Maria Antónia Pamplona de Sousa Holstein (19 de outubro de 1821 - 31 de outubro de 1856),[6] filha de Manuel Pamplona Carneiro Rangel Veloso Barreto de Miranda e Figueiroa, 1º visconde de Beire[7]. Sem geração.[1]